# Mal perforant plantaire

Ulcère au premier stade d'un « mal perforant plantaire » (d'origine neuropathique) chez un diabétique.

Un mal perforant plantaire est une atteinte du pied caractérisée par une ulcération de la face plantaire, dont le caractère indolore favorise l'aggravation. 
Dans le cas du diabète, « il témoigne de l’ancienneté du diabète et souvent du mauvais contrôle glycémique » et nécessite une prise en charge appropriée et si nécessaire multidisciplinaire.

## Origine
Ces maux résultent de problèmes circulatoires locaux, souvent induite par des neuropathies et/ou une artériopathie (« (hypovascularisation par micro et macro-angiopathie »). 
Les tissus sont moins alimentés en oxygène et en nutriments. 

La plaie est  ensuite d'autant plus facilement aggravée par une surinfection profonde qu'elle n'est pas douloureuse.
Les cas les plus fréquents sont ou étaient liés à certaines formes du diabète (pied diabétique, syndrome du tendon d'Achille court,lié au diabète sucré, présentant d'abord des déformations de type pieds creux, « orteils en griffe ».
Le diabète induit une hypotonie musculoaponévrotique qui déforme le pied et le force à prendre des appuis anormaux, alors que dans le même temps des zones d'hyperkératose cause des durillons et callosités).  En plus d'une neuropathie végétative, une neuropathie périphérique assèche la peau et favorise une hyperkératose sur les points d’appui et de frottement (talon, têtes métatarsiennes, styloïde du 5e métatarse), source de fissures du talon et de perforations sur les points d'appui.
La lèpre est l'autre grande cause de mal perforant plantaire,. Des risques de surinfection existent également. 
Plus rarement, ce mal peut être associé à :
- la diastématomyélie[11] ;
- à certains formes de rhumatismes (Syndrome de la queue de cheval[12]) ;
- l'alcoolisme [13] ;
- une dysraphie spinale[14] ;
- des cas d'insensibilité congénitale à la douleur qui retardent la prise en charge d'une blessure qui a eu le temps de s'infecter profondément[15].

Diverses associations de patients diabétiques[réf. souhaitée] accompagnent les malades pour mieux prendre en charge cette pathologie qui peut être invalidante et dangereuse.

## Localisation
Les ulcères touchent des zones de compression et de pression devenue « excessive » qui apparaissent à la suite de déformations anatomiques du pied qui perturbent la répartition des forces sur et dans la voûte plantaire lors de la marche et de la position debout. 
Les maux perforants sont bien plus nombreux dans les pays riches et urbanisés qu'en Afrique ou chez les peuples marchant majoritairement nu-pieds (ex : 2 cas rapportés sur 400 pieds diabétiques traités à Ouagadougou selon DRABO & al. (1996)). Une hypothèse explicative de ce ratio est que le port de chaussures (plus rare en Afrique) favoriserait ces maux.

## Diagnostic

### Examen clinique
Le diagnostic passe d'abord par un bilan clinique visant à évaluer l’état vasculaire artériel, l'importance des déformations ostéoarthropathiques ainsi que l'extension en profondeur de la plaie (⇒ examen à la pince et recherche d'un contact osseux). Le médecin cherche aussi les signes d'une éventuelle infection cutanée ou d'une éventuelle ténosynovite (urgence médicale).. 
Ces maux sont généralement indolores ou presque indolores (hypoesthésie), ce qui évoque une neuropathie ; avec également souvent des troubles trophiques cutanés et une abolition des réflexes achilléens, etc.. 

### Examens paracliniques
- La radiographie du pied (aux rayons X), ou une imagerie hybride[19] complète l'évaluation de l'arthropathie et permet de détecter d'éventuelles lacunes osseuses (signes d'une ostéite associée ; très fréquente quand il y a contact osseux)[18],[20] ; La médecine nucléaire peut aussi contribuer à préciser le diagnostic d'ostéite[21] en évitant une biopsie osseuse, les deux types de scintigraphies utiles étant « la scintigraphie osseuse au 99m Tc-MDP avec la scintigraphie aux polynucléaires marqués au 99m Tc-HMPAO (sensibilité proche de 100 % et spécificité > 95 %) »[21].
- l'IRM peut préciser l'extension d'une infection profonde ;
- la mise en culture d’un curetage profond du tissu sous-cutané ou des « séquestres osseux » permet d'identifier les germes en cause d'une infection réelle (souvent différents des germes opportunistes trouvés en surface de la plaie). Une éventuelle antibiorésistance peut être recherchée ;
- l'échographie Doppler artérielle offre la possibilité de cartographier l’artériopathie et d'évaluer sa gravité[18]. ;
- la pression transcutanée d’oxygène (« argument pronostic : une TcPO2 supérieure à 30 mm est associée à une cicatrisation en première intention (sans geste de revascularisation) dans 90 p. 100 des cas »[18].

## Soins
Ils visent la prévention d'une perforation quand les signes avant-coureur en ont été détectés, ou la cicatrisation. 
Il est nécessaire d'apprendre au « patient à risque » à trouver ou retrouver un équilibre glycémique et freiner l'évolution d'une neuropathie, surtout s'il a déjà des antécédents de maux perforants plantaires, d’amputation, de neuropathie sensitive, d'artériopathie ou s'il est victime de déformations du pied prédisposant à cette pathologie. Il doit quotidiennement lutter contre les principaux facteurs de risque que sont :
- le risque cardiovasculaire[18] ;
- le tabagisme[18] ;
- la dyslipidémie[18] ;
- l'hypertension artérielle (HTA)[18].

Les soins sont :
- prodigués par un pédicure-podologue (abrasion des hyperkératoses, examen clinique en vue d'un port éventuel d'orthèses plantaires afin de répartir les charges de la zone concernée, conseils d'hygiène...) ;
- hygiène des pieds (lavage à l’eau et au savon suivi d'un bon séchage) ;
- surveillance de l’intérieur des chaussures et port de chaussures non traumatisantes ;
- port de collants ou de chaussettes propres dans les chaussures ;
- auto-examen fréquent (avec un miroir si nécessaire) du dessous de pied, du talon aux espaces interdigitaux).

Quand une plaie apparait ou se prépare, un « placard chaud, inflammatoire autour de la plaie ; apparition d’un déséquilibre glycémique, d’une nécrose locale ; apparition d’une nouvelle lésion (fissure, croûte, etc.) » doit conduire chez le médecin. L'âge avancé augmente le risque que les malignités soient mal diagnostiquées comme des ulcères du pied chez les patients diabétiques.

## Traitements
- antibiothérapie, en veillant à limiter les risques d'antibiorésistance et nosocomiaux (ou larvothérapie si ce risque est avéré, avec alors un nettoyage de la plaie par les asticots d'une mouche[23]) ;
- traitement chirurgical si nécessaire ;
- insulinothérapie[24] ;
- supplémentations nutritionnelles en acides gras polyinsaturés (acide gamma-linolénique et acide arachidonique qui « permettent de prévenir les anomalies physiologiques associées à la neuropathie. Les résultats avec les acides gras de la famille des n-3 sont un peu plus mitigés »; elle semble pouvoir améliorer l'état des patients, probablement car jouant un rôle dans la  microcirculation (par la production d’eicosanoïdes) dont la synthèse est inhibée par le diabète[25]. Des acides gras de la famille des n-3 ont été testés, avec moins de succès probablement en raison du fait que l'acide eicosapentaénoïque entre en compétition avec l'acide arachidonique (dont les diabétiques manquent aussi) ;
- l'application locale de facteurs de croissance afin de favoriser la cicatrisation a été testée chez l'humain, mais avec de moins bons résultats que chez le modèle animal, pour des raisons encore non comprises (2002)[26] ;
- cicatrisation activée par pression négative locale appelé « Vacuum Assisted Closure » (méthode proposée en 1989 par le chirurgien plasticien Argenta[27] ;
- la supplémentation en vitamine D est bénéfique comme traitement adjuvant[28] ;
- d'après une méta‐analyse, l'administration de soins standards associé un pansement quotidien du site de l'ulcère avec de l'huile d'olive pendant 28 jours a augmenté de manière significative la cicatrisation de l'ulcère et augmenté la fréquence de guérison complète de l'ulcère[29]. De plus, l'utilisation quotidienne de l'extrait de feuille de melon amer sous forme orale pendant 28 jours a augmenté de manière significative la guérison des ulcères[29].

D'autres pistes préventives ou curatives sont explorées, dont :
- le contrôle de la glycation, par des inhibiteurs de glycation qui sont des molécules détruisant la liaison entre sucre et protéines (AGE breakers), ou encore en bloquant 'interaction AGE [30]-RAGE[31],[32].
- des pansements contenant un inhibiteur[33] des métalloprotéases (les métalloprotéases sont des enzymes qui sont anormalement présente chez le diabétique en particulier MMP9[34]. Elles sont associées à une mauvaise cicatrisation)[34] ;
- le traitement in situ (sur le terrain) dans les pays pauvres où l'hospitalisation distante est souvent difficile, avec par exemple une expérience sénégalaise concernant d'anciens malades de la lèpre[35]
- décompression du nerf tibial postérieur (de lépreux)[36] ;
- des chaussures de décharges ou des bottes en résine non amovible fenêtrée[37],[38],[39]

Des problèmes de mésobservance sont souvent constatés par les médecins, en particulier en raison du fait que le patient peine parfois à suivre les recommandations car, insensible à la douleur, il ne se rend pas compte qu'il a des chaussures blessantes ou qu'il prend des appuis sur des parties devenues vulnérables du pied.

Pour la même raison, ces plaies sont en outre souvent traité avec des retards majeurs (car non douloureuses, ce qui a fait sous-estimer leur gravité).

## Prévalence
Au début des années 2000, dans les pays riches l'incidence du diabète augmente.

Cinq à quinze pour cent des patients diabétiques sont victimes de problèmes de pieds et en cas de mal perforant, le traitement des plaies est long, difficile et coûteux ; Malgré les progrès de la médecine, il finit par une amputation dans 15 à 25 % des cas
Les maux perforants ne touchent que des adultes, avec quelques rares exceptions chez des adolescents (ex : à l'âge de 15 ans dans un cas de lèpre tuberculoïde).

## Complications
- La complication la plus redoutée est la septicémie, avec risque de gangrène ;
- Des proliférations tumorales bourgeonnantes (carcinomes spinocellulaires, hyperplasies pseudo-épithéliomateuses…) peuvent parfois apparaitre sur des maux perforants plantaires chez les lépreux[42], nécessitant un traitement adapté[43].